# Cinnamomum cinnamomum
Cinnamomum cinnamomum là loài thực vật có hoa trong họ Nguyệt quế. Loài này được (L.) Cockerell miêu tả khoa học đầu tiên năm 1892.